# Julen Lopetegui
Julen Lopetegui Agote (Asteasu, 28 augustus 1966) is een Spaans voetbaltrainer en voormalig voetballer, die speelde als doelman.

## Clubcarrière
Lopetegui speelde in zijn loopbaan bij Real Sociedad (1983-1985), Real Madrid (1985-1988 en 1989-1991), UD Las Palmas (1988-1989), CD Logroñés (1991-1994), FC Barcelona (1994-1997) en Rayo Vallecano (1997-2002). Bij FC Barcelona werd hij aanvankelijk gehaald als vervanger van Andoni Zubizarreta, maar na negen doelpunten tegen te hebben gekregen in zijn eerste twee competitiewedstrijden, verloor Lopetegui zijn basisplaats aan Carles Busquets.

## Interlandcarrière
Lopetegui speelde één interland in het Spaans nationaal elftal: op 23 maart 1994 tegen Kroatië. De doelman behoorde bovendien tot de Spaanse selectie voor het WK 1994 in de Verenigde Staten, maar Lopetegui kwam op dit toernooi niet in actie. Hij moest genoegen nemen met een plaats achter eerste keuze Andoni Zubizarreta, tevens aanvoerder van de Spaanse ploeg, en Santiago Cañizares.

## Trainerscarrière
Lopetegui was vanaf de zomer van 2012 bondscoach van Spanje onder 21, na eerder leiding te hebben gegeven aan Spanje onder 20. Hij werd met zowel Spanje onder 19 als Spanje onder 21 Europees kampioen en was ook als bondscoach van Spanje onder 20 op het WK van 2013 actief, waar het team de kwartfinale haalde.
In mei 2014 tekende hij als hoofdtrainer een driejarig contract bij FC Porto. Met die club bereikte hij in 2015 de kwartfinale van de UEFA Champions League. Hij werd in januari 2016 ontslagen en opgevolgd door José Peseiro. 
Hij volgde na het EK 2016 Vicente del Bosque op als bondscoach van het Spaans voetbalelftal. In de eerste wedstrijd onder zijn leiding, op 1 september 2016, won Spanje met 0-2 in en van België. Hij kwalificeerde zich in 2018 met de Spaanse ploeg voor het WK 2018. Vlak voor aanvang van het toernooi maakte Real Madrid bekend dat Lopetegui na afloop daarvan hoofdtrainer van de club zou worden. Hierop besloot de Spaanse bond hem twee dagen voor de eerste groepswedstrijd direct te ontslaan.
In juni 2019 tekende Lopetegui een driejarig contract als hoofdtrainer bij Sevilla. Op 21 augustus 2020 won Lopetegui met Sevilla de UEFA Europa League door een 3-2 overwinning op Internazionale. Lopetegui verlengde op 10 januari 2021 zijn contract bij Sevilla met twee jaar. Op 5 oktober 2022 werd hij ontslagen. Hij verloor vijf keer in de eerste acht wedstrijden van het seizoen met Sevilla. De druppel was de 1-4 thuisnederlaag tegen Borussia Dortmund in de UEFA Champions League.
Op 14 november 2022 werd Lopetegui aangesteld als hoofdtrainer van Wolverhampton Wanderers, uitkomend in de Premier League. Ondanks zijn goede prestaties aan het einde van het seizoen 2022/23 stopte hij bij de club op 8 augustus 2023 na onenigheid met de leiding van de club.
In januari 2025 zou West Ham overwegen Lopetegui te ontslaan na een 5-0 thuisnederlaag tegen Liverpool en een 4-1 nederlaag tegen Manchester City, waardoor de club zeven punten boven de degradatiezone stond. Er werd ook gemeld dat ze zijn ontslag de maand ervoor hadden overwogen, voordat hij een 2-1 overwinning behaalde op Wolverhampton Wanderers en een ongeslagen reeks van vier wedstrijden maakte, hun beste van het seizoen.Hij werd op 8 januari 2025 ontslagen toen West Ham op de 14e plaats in de ranglijst stond, zeven punten boven de degradatieposities. In zijn tijd als manager verloor West Ham negen van de twintig Premier League-wedstrijden. 

## Erelijst
Als speler
 Real Madrid
- Primera División: 1989/90

 FC Barcelona
- Supercopa de España: 1994, 1996

Als trainer
 Spanje onder 19
- Europees kampioenschap voetbal onder 19: 2012

 Spanje onder 21
- Europees kampioenschap voetbal onder 21: 2013

 Sevilla
- UEFA Europa League: 2019/20